# Битка код Шајлоа
Битка код Шајлоа одиграла се 6/7. априла 1862. године између војске Севера и Југа. Битка је део Америчког грађанског рата и завршена је победом Севера.
Ова битка је била једна од најкрвавијих у историји Америчког грађанског рата (поред Гетисбурга и Бул Рана).

## Битка
Армија Јулисиза Гранта имала је 2 дивизије у првој, 2 у другој линији, 1 у резерви и 1 на маршу ка главнини. Положај за одбрану био је неповољан. Ујутро, 6. априла 1862. године армија Југа извршила је изненадни напад на Грантове положаје и у току дана је потисла на свим фронтовима. Крајем дана Гранту су пристигла појачања – дивизија са марша и Бјуелови предњи делови. Наредног дана Север је извршио противнапад, повратио изгубљене положаје и принудио противника на повлачење ка Коринту.

## Последице
Губици: Север – око 13 000, а Југ око 11 000 људи.